# Capreolus
Capreolus là một chi động vật có vú trong họ Hươu nai, bộ Guốc chẵn. Chi này được Gray miêu tả năm 1821. Loài điển hình của chi này là Cervus capreolus Linnaeus, 1758.

## Hình ảnh

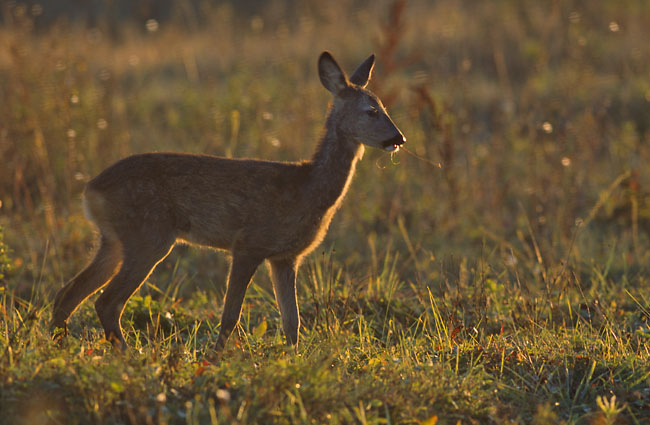
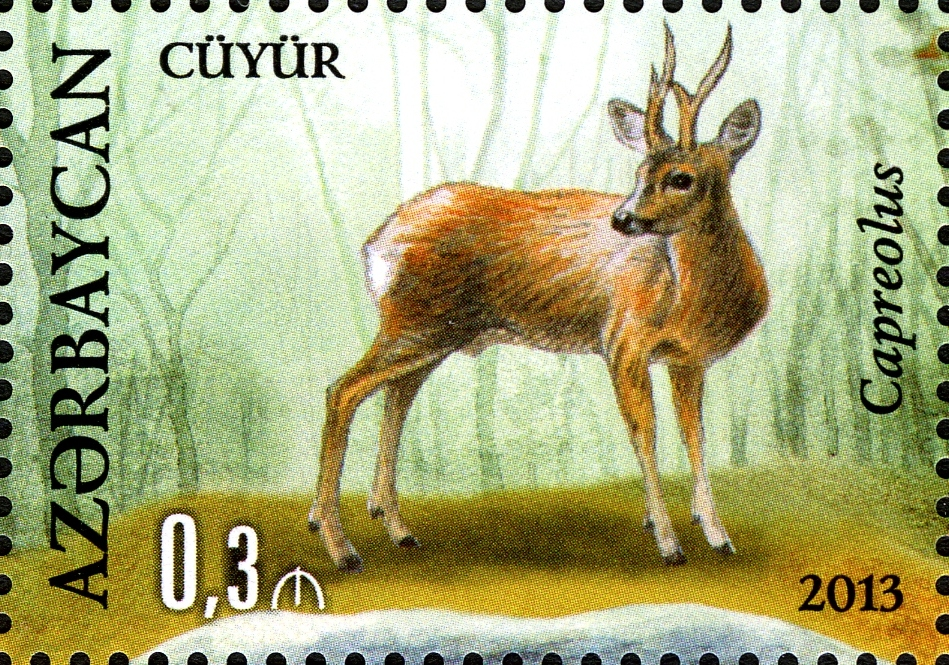
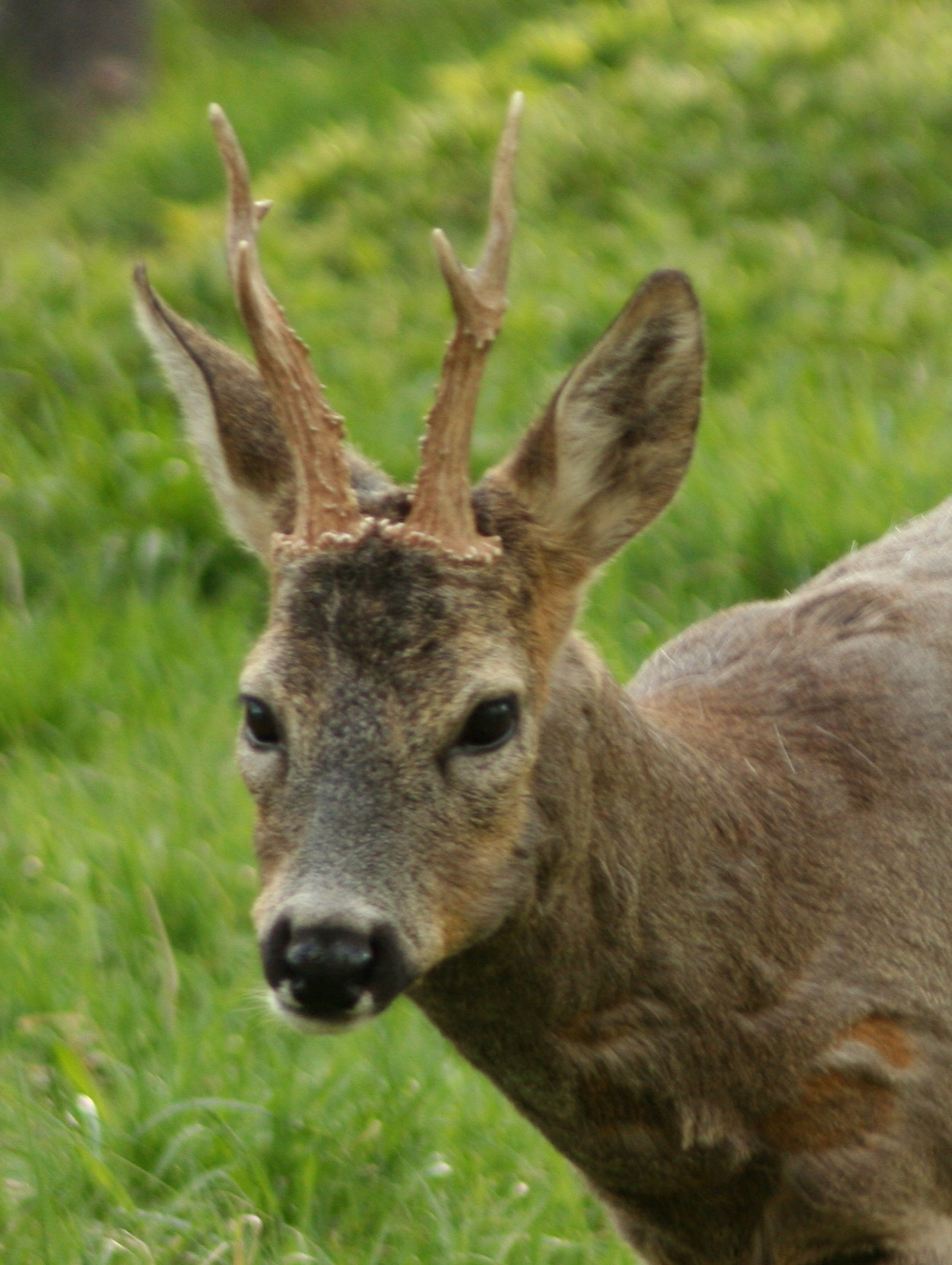
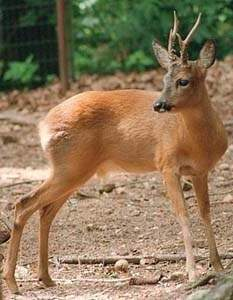

## Các loài
Chi này gồm các loài:
- Capreolus capreolus
- Capreolus pygargus